# 夢を与える
『夢を与える』（ゆめをあたえる）は綿矢りさによる日本の小説。『文藝』2006年冬号に掲載され、2007年2月27日に単行本が発売された。2015年にWOWOWでテレビドラマ化された。

## 解説
クォーターの少女・夕子がチャイルドモデルとしてのCM出演から国民的アイドルになり、スキャンダルによって転落するまでを描く。執筆期間は約1年半で、それまで中断した作品がいくつもあったという。1人称に限界を感じたことから本作では3人称が取られており「文体を変えたくて自分の中で更新するまで時間がかかった。」と述べている。芸能プロダクションの関係者に話を聞いたり、大学1年生の時にテレビのスタジオ閲覧に自分で応募して見にいくなどして取材を行なった。主人公・夕子のモデルは著者自身かとの見方が各所でなされたが、本人は完全に否定している。
『夢を与える』というタイトルは、「違和感を覚えた言葉」「高飛車な言葉」で、作品中に何度も出てきたことからタイトルに採用したという。
単行本（2007年）の表紙に映っているモデルの夢子はカナダ人と日本人のハーフで、幼児の頃から通販カタログなどを中心として活躍するなど、芸能活動を始めた経緯では主人公の夕子にも一部通じるプロフィールを持つ。

## 登場人物
夕子（ゆうこ）
主人公。幼児期から美少女と呼ばれ、母・幹子の薦めで芸能界で活動している。幹子を「お母さん」、冬馬を「パパ」と呼ぶ。
しかし性格は芸能人としては必ずしも向いていないガラスのハートの持ち主であり、世間の見る目や家族関係に疲弊していく。
最後にはスキャンダルの渦中心身ともにやつれて入院してしまい、復帰の意志（およびマスコミが推測する復帰の可能性）は完全にない形で終わっている。
幹子（みきこ）
夕子の母。
激情的な性格の持ち主で、過去冬馬との破局の危機に立たされた時に夕子を身籠もらせ、彼を引き留めた。
ステージママとしてマネージャー業もやっているが、夕子本人の弱音を受け入れず、彼女や周囲の人間に対して時に強引に出る部分も見られる。
結婚後冬馬とは娘の芸能活動に躍起になっていくうちに冷めた関係になっていき、別居に至る。
冬馬（とうま、トーマ）
夕子の父。日本人の父とフランス人の母の子。激情的な幹子とは対照的に温厚な性格だが、どこか冷めたところがある。
夕子の芸能活動に関しては長く続けることを望んでおらず、普通の女性として生きてほしい願望があった。
沖島（おきじま）
夕子のマネージャー。芸能事務所に所属している。
多摩（たま）
夕子の中学校の同級生。
RQ刹那ギャルズクラブ
夕子が一時期所属したレースクイーンによる芸能グループ。
正晃（まさあき）
夕子のはじめての彼氏。ダンサー。姦淫のビデオを撮影し、夕子の人生を転落させる。

## テレビドラマ
テレビドラマ化され、WOWOWの土曜オリジナルドラマとして「連続ドラマW」にて2015年5月16日より放送。全4回。監督は犬童一心。小松菜奈と菊地凛子のW主演で、小松は14歳から18歳までの娘・阿部夕子を演じ、菊地はその夕子を思いのままに動かそうとする母親・幹子を演じる。主題歌を担当するRinbjöは、主演の菊池が参加するプロジェクトで、初めて自身の出演作品で主題歌も担当している。

### 主なキャスト
- 阿部夕子 - 小松菜奈[5]（幼少期：谷花音）
- 阿部幹子 - 菊地凛子
- 松田 - 太田信吾
- 荻野 - 山内健司
- 小園 - 石原淋
- 沖島 - 永岡佑
- 森田 - 陰山泰
- 一場 - 中村靖日
- 正晃 - 真剣佑
- 多摩 - 濱田龍臣
- トーマ - ド・ランクザン望
- サラ - ブライアリー・ロング
- 社長 - 田中泯
- ミイ羽 - 夏帆
- 増尾仁太郎 - 浅野和之
- 村野 - オダギリジョー

キャスト出典：

### スタッフ
- 原作 - 綿矢りさ『夢を与える』（河出文庫）
- 監督 - 犬童一心
- 脚本 - 髙橋泉
- 音楽 - 上野耕路
- 主題歌 - Rinbjö「dIS de rEAm」[8]

### 放送日程
| 放送回 | 放送日  |
| ------ | ------- |
| 第1話  | 5月17日 |
| 第2話  | 5月23日 |
| 第3話  | 5月30日 |
| 最終話 | 6月06日 |